# (3-甲氧基丙氨基-2-环己烯-1-亚基)氰乙酸乙氧基乙酯
(3-甲氧基丙氨基-2-环己烯-1-亚基)氰乙酸乙氧基乙酯是一种有机化合物，化学式为C17H26N2O4。它微溶于水（0.45 g/L）和矿物油（0.01 g/L），易溶于苯氧乙醇（318 g/L）。它可以3-(3-甲氧基丙氨基)-2-环己烯-1-酮、硫酸二乙酯和氰乙酸乙氧基乙酯为原料反应制得。